# Лазар Миловановић
Лазар Миловановић био је истакнути политичар, земљорадник и домаћин, који је живео током 19. века у Јабланичком округу. 

## Биографија:
Рођен је 1828. године у Зубетинцу, код Књажевца. До војног кадра бавио се земљорадњом. Као десетар у Тимочком корпусу српске војске учествовао је у ратовима против Турака за ослобођење јужне Србије: код Алексинца и на Делиграду (1876), Нишу, затим у Пустој Реци, ослобађању Лебана, Медвеђе, као и 1877—1878. године у Горњој Јабланици. Са својом десетином учествовао је у ослобађању Газадара, Копрана и Пустог Шилова. Наредне, 1879. године населио се у Газдару и довео прву групу породица Зубетинчана и Бучјанаца у ово нансељено село. За себе је одабрао најбољу земљу и постао угледан грађанин Горње Јабланице.
По насељавању, Миловановић је учествовао у политичком животу Горње Јабланице. Године 1888. изабран је за народног посланика на листи Напредњачке странке. У прво време био је одан династији Обреновић. Причало се да је код њега боравио краљ Милан, који је из Газдара посетио и Илију Божовића, угледног домаћина у Гајтану. Лазар је био запажени политичар, примеран земљорадник, угледни домаћи и сточар. Био је духовит човек. Многе његове легенде и анегдоте очувале су се до данас. Биран је и за председника Медвеђске општине.
Као посланик, Лазар је сарађивао са политичким првацима који су били за промену династије Обреновић. Причало се како је на месту Вртача саградио колибу где је илегално чувао кнеза Петра I Карађорђевића (после повратка из Босанско-херцеговачког устанка). Обилазио је угледне људе у Гајтану, Дренцу, Црном Врху и другим селима залажући се за рушење династије Обреновић. После мајског преврата био је чест гост краља Петра, као радикалски првак. У време Топличког устанка (1917) помагао је устанике. Бугари су му спалили кућу и све зграде, а имовину опљачкали. Дуго су га мучили и тукли док им није предао злато, а његовог сина Владимира живог су спалили у плевњи. И после Првог светског рата Лазар је уживао велики углед и поштовање. Умро је 1927. године у Газдару.